# شادکام (اقلید)
شادکام (اقلید)، روستایی از توابع بخش مرکزی شهرستان اقلید در استان فارس ایران است.مردم این روستا همانند روستا های اطراف لرتبار هستند 

## جمعیت
این روستا در دهستان شهرمیان قرار دارد و براساس سرشماری مرکز آمار ایران در سال ۱۳۸۵، جمعیت آن ۲۰۸ نفر (۴۶خانوار) بوده‌است.